# Сотир Костов
Сотир Иванов Костов – Графа е български художник живописец.

## Биография
Сотир Костов е роден в южномакедонския град Лерин, Гърция, в 1914 година. След Първата световна война в 1918 година семейството му се преселва в България и се установява във Варна. Попада под влияние на комунизма, а по-късно на дъновизма. Завършва търговско училище, а в 1944 година започва да учи в Художествената академия като последен ученик на професор Никола Ганушев. След завършването ѝ му предлагат да преподава в академията като асистент и той работи като такъв известно време. Работи като реставратор на стари сгради в Бачковския манастир и Стария Пловдив до 1959 година. В 1973 година заживява в Панчарево, като пазач. Отдава се изцяло на изкуството до смъртта си през октомври 1992 година.
Костов е автор на над 300 акварела, маслени картини и портрети. Произведенията му излъчват светлина и са изпълнени с меки тонове. Творчеството му е сравнявано с това на Константин Щъркелов. Щъркелов го е канил за свой ученик, но Костов отказва. През 1978 година голяма част от творбите му са откраднати и продадени във Федерална република Германия.
През януари 2002 година в Художествения салон А&M е представена изложба на негови творби.